# 기 (철학)
기(氣)는 중국과 동아시아의 자연과학이나 철학 이론의 핵심 공리로서, 기라는 표현이 동아시아의 본체론·도덕철학적 관점에서 일반적인 개념으로 널리 사용될 뿐만 아니라 더 나아가서 의술이나 풍수지리설과 같은 중국의 전통학문의 여러 분야에서 아주 특수한 전문용어로도 사용되고 있다. 즉, 기란 객관적으로 존재하고 있는 형태가 있는 모든 물질의 근원으로 인식하고 있는 것이다. 기는 고전에서는 다양한 자연현상에 대한 복합적 개념으로 사용되었을 뿐만 아니라 사변적 이론이나 체계의 다양한 내용들을 애매모호하게 포괄하는 표현으로도 사용되었다. 이러한 이유로 인해 기 개념에 대한 언어학적인 관점에서 조차도 심한 견해 차이가 나타나고 있다. 또한 기는 음양의 두 가지 종류로 인한 충돌과 운동능력은 물론 정체와 정지능력을 가지고 있다.

## 중국철학에서 기 개념
周(주)대에는 氣를 하나의 고유한 개념이라고 말할 수 있는 문장을 찾아 볼 수 없다. 기 개념이 주로 사용되었던 곳은 제물을 바치는 의식이었다. 이런 맥락에서 周 시대의 기 개념은 자연의 기 내지 본체론 적으로 작용하는 기의 범주의 개념에 해당한다고 말할 수 있다.
秦(진)대의 管子(관자)에서의 기는 하나의 통일된 본체론적 기이며, 동시에 생명에 이르는 과정에 처할 수 있는 속성을 가지고 있다고 본다. 관자에 있어서도 기는 물직적 특성을 갖고 있는데, 그것은 매우 정미한 것으로서의 그 변화과정이 기의 창조능력이라고 하였다. 선진시대에는 기본 함의에 대해 초보적인 규정이 이루어지고 선진의 제자백가는 기범주에 대해 탐구하였다. 진한시기의 철학자들은 원기의 개념을 제시하여 원기를 기의 시작으로 기를 만물의 본원으로 삼았다.
漢(한)대에 형성된 회남자와 여씨춘추에서는 인간을 포함한 우주만물은 모두 기를 바탕으로 하여 생겨난다고 보았다. 이때부터 자연과 인간을 매개하는 연결고리로서 우주론이 등장하게 된 것이다. 만물은 기라는 기초 위세어 보면 동질성을 지니게 되며, 자연과 인간은 기라는 연결고리를 통하여 합일의 근거를 찾을 수 있게 된다는 것이다. 한 대사상은 대부분이 이 기일원론을 기본으로 삼았다.
동중서는 일단 모든 세계는 음양 오행의 기로 이루어졌다고 말했다. 이 세계는 다섯가지 요소로 이루어졌고 이 세계를 이루는 물질 또한 다섯 가지로 이루어졌다는 것이다. 이는 오행이 어떤 실체적 요소라기 보다는 다섯가지의 속성적인 힘으로 보는 것이 더 타탕함을 보여준다. 어떤 사물이든지 음과 양의 두 측면을 가지고 있으며 이 둘의 조화를 궁극적으로 만족된 세계로 보고 이 개념이 복합되어 우주를 구성하는 개념이 된다고 말한다. 동중서의 기일원론은 결국 자연과 인간이 하나라는 천인합인론의 길로 나아가게 된다.

## 물리학적 함의
물리학의 기본 토대는 이 세계의 본질을 찾는 것이다. 물리학은 여러 현상 속에서 가장 기초적인 물질의 운동형태를 대상으로 하고 있는 만큼, 그 법칙이 매우 추상도가 높고 고도의 보편성을 가지고 있는 것이라고 할 수 있다. 철학이 세계와 인간 그리고 사물과 현상의 가치와 궁극적 의미에 대한 본질적인 것을 추구하는 것에서 같은 맥락이다.
현대물리학에서는 양자장이론으로 입자들에 대한 완전히 새로운 개념을 제시하였고 진공에 대한 고전적인 개념을 철저하게 바꾸어 놓았다. 양자장 이론에서는 입자들과 그 주위의 공간 사이의 원래의 뚜렷한 구별은 사라지고 진공은 아주 중요한 역학적 양으로서 인정받게 되었고 물질적 대상은 뚜렷한 실체가 아니라 그 주위 환경과 불가분적으로 연결되어 있다는 것을 밝혔다. 즉, 성질은 세계의 온갖 나머지 것과의 상호 작용의 견지에서만 이해 될 수 있다는 것이다. 미시적인 세계뿐만 아니라 거시적인 세계에서도 우주의 근본적인 통일성이 나타난다. 신유학파들은 현대 물리학에서의 장의 개념과 비슷한 기의 개념을 발전 시켰다. 기는 공간의 도처에 널리 가득차 있으며 견고한 물체로 응축될 수 있는 묽으며 감지 될 수 없는 형태로 여긴다. 동양철학에서 공허하며 형체가 없으나 모든 형상들을 산출할 수 있는 기의 관념에 현대물리학에서의 장의 관념이 함축되어있다.

## 기를 활용하는 분야

### 풍수
지기가 어떻게 인사에 영향을 미치게 되는가를 밝힌 기 감응적 인식체계이다. 풍수의 기본 논리는 일정한 경로를 따라 땅속에 돌아다니는 생기를 사람이 접함으로써 복을 얻고 화를 피하자는 것이다.

### 한의학
한의학에서는 인체의 질병은 기운의 부조화이며 이것이 인체를 구성하는 형과 기에 어떤 방식으로 영향을 주고 있는가를 파악하여 치료에 있어 기를 기로서 조절하는 침법과 부조화된 기를 조절해 줄 수 있는 형기를 지닌 약물로서 치료에 임하는 의학이다. 한의학을 기의학이라고 하는 이유는 바로 우주의 만물이 기라는 본질로 구성되어 있으며 이러한 기의 특성을 파악하여 인체를 조절하는 것이 한의학의 중요한 특성이기 때문이다.

## 오늘 날 기의 의미
기라는 단어에 부여하고 있는 해석의 다양성으로 기의 의미는 혼란을 일으키게 된다. 기 개념을 정의함에 있어서 일반적 과학기술의 수준이나 문화에 종속되는 지성적 특성 또는 문화환경에 따른 종교적 주의주장이 중요한 요소가 되고 있다. 게다가 서양 자연과학의 엄격하게 정립된 용어들을 빌려 기의 개념을 재정립하려 함으로써 서양의 자연과학적인 내용들을 모방하고 더불어 기의 본래 의미를 알아 볼 수 없을 정도로 왜곡되고 있다.

## 같이 보기
- 음양
- 오행
- 경혈